# 召欧
召欧，秦末汉初军事人物，汉廣嚴侯。

## 生平
以中涓的身份追随刘邦，自沛县开始。后刘邦入函谷关，秦王子婴至霸上投降。召欧担任連敖。
项羽分封，刘邦封为汉王，召欧随刘邦入汉地。以骑将的身份平定了燕国、赵国，俘获燕将军。封为廣嚴侯，食邑二千二百戶。
在位二十三年去世，谥号壮。

## 家庭
- 召勝，廣嚴戴侯